# Ramecourt (Pas-de-Calais)
Ramecourt é uma comuna francesa na região administrativa de Altos da França, no departamento de Pas-de-Calais. Estende-se por uma área de 8,09 km². Em 2010 a comuna tinha 377 habitantes (densidade: 46,6 hab./km²).